# Battleship (videogioco 2012)
Battleship è un videogioco ispirato al film omonimo del 2012, pubblicato dalla Activision. Le versioni per PlayStation 3 e Xbox 360 sono sviluppate dalla Double Helix Games, mentre le versioni per Wii, DS e 3DS sono sviluppate dalla Magic Pockets. È stato pubblicato il 20 aprile 2012 in Europa e è stato pubblicato il 15 maggio 2012 in America Settentrionale.

## Versione PlayStation 3 e Xbox 360
Le versioni PlayStation 3 e Xbox 360 sono uno sparatutto in prima persona. Durante i combattimenti si possono comandare navi da battaglia attraverso un piccolo Tablet. Le battaglie navali hanno una durata massima di circa 15 secondi.

## Versione Wii e DS
La versione Wii e DS è uno strategico a turni che si rifà al noto gioco da tavolo battaglia navale. Si è al comando di una flotta, che deve distruggere le navi aliene. Le tattiche da utilizzare sono molteplici e non sarà facile vincere, visto che l'intelligenza artificiale è molto ben sviluppata, ed è capace di usare tattiche diverse per mettere in difficoltà il giocatore. Il gioco è stato criticato più volte, per lo scarso gameplay.

## Accoglienza
Il gioco per Xbox 360, sul sito Metacritic ha ottenuto molte recensioni negative, ottenendo un punteggio di 38 su 100, mentre su GameRankings ha ottenuto il 40.67%. Invece per la versione PlayStation 3 ha totalizzato un punteggio di 44 su 100 e il 39.43% sugli stessi siti di recensioni.
Per le versioni di Nintendo (Wii, DS & 3DS), le recensioni sono state generalmente più positive rispetto alla controparte di Sony e Microsoft. Su Metacritic, di fatto ha ottenuto per la versione 3DS un punteggio pari a 55 su 100, mentre su GameRankings il 55.83%. Per la versione Wii, ha totalizzato un punteggio di 54 su 100 e una valutazione del 55.50%. Infine, la versione DS ha totalizato una valutazione del 40.00% su GameRankings.